# Vilopríu
Vilopríu (en catalán y oficialmente, Vilopriu) es un municipio español de la comarca del Bajo Ampurdán, provincia de Gerona, Cataluña. Está situado al noroeste de la comarca en el límite con las del Gironés y el Alto Ampurdán. Incluye los agregados de Gaüses, Pins y Valldevià.

## Historia

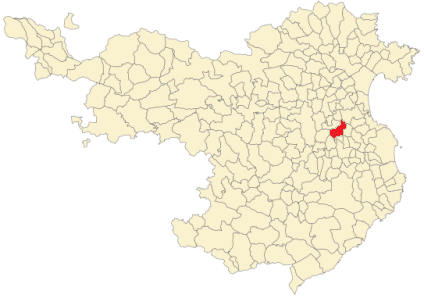
Situación de Vilopriu en la provincia de Gerona

La primera noticia escrita que tenemos de Vilopriu (Villa Elpirici) aparece en un documento de 959 en el que se relacionan las posesiones del noble Riculf. 
Por otro documento del año 1216, sabemos que el conde Hugo IV de Empúries mandó edificar un nuevo castillo en Vilopriu en el lugar donde ya había existido una antigua fortaleza. De esta fecha es visible, entre otros, los restos la torre del homenaje. Bien pronto el castillo pasó a manos de los Palol que era una familia de linaje fundamentalmente militar. Los Palol poseían también otros castillos como el de Palol de Oñar y el de Palol de Revardit que eran mucho más importantes, por esto casi nunca habitaron el de Vilopriu, tenían en él a los caseros y también se alojó un cuerpo de guardia. 
A principios del siglo XVI se cubrió el patio de armas para construir la sala mayor del castillo de la que todavía se pueden ver, en el muro de mediodía, dos magníficas ventanas góticas geminadas. Los descendentes de la familia Palol conservaron los derechos sobre el castillo y sobre muchas de sus tierras, hasta el siglo XX en que el castillo pasó a manos del ayuntamiento. 
Encontramos documentada la parroquia de San Pedro de Vilopriu el año 1078. Muy probablemente fue construida a receso de la primitiva fortaleza. Otros documentos ponen de manifiesto la extrema decadencia que sufrió la iglesia durante siglos debido al abandono de la nobleza que administraba el castillo, sólo interesada en el rendimiento de sus tierras. Esto provocó una muy precaria situación de sus feligreses. No fue hasta el siglo XVII, tras varias guerras y otras calamidades que Vilopriu, como la mayoría de las poblaciones del campo catalán, experimentó un notable resurgimiento del que son testimonio las fechas inscritas en los dinteles de varias casas: can *Massot, can Felip y can Mallol, fueron las más importantes. 
El rector Joan Rotllan emprendió la reforma del templo de Vilopriu el año 1683 que no acabó hasta el 1693. De estas fechas son también las pinturas que han aparecido bajo la decoración que se hizo en el siglo XVIII para instalar un magnífico retablo barroco que fue quemado a comienzos de la Guerra Civil.
- La escuela Súnion en Barcelona, tiene unos terrenos en la zona para realizar actividades.

## Demografía
Vilopríu cuenta con una población de 201 habitantes (INE 2024).
| Gráfica de evolución demográfica de Vilopríu entre 1842 y 2021 |
| |
| Población de derecho según los censos de población del INE Población de hecho según los censos de población del INEEntre el censo de 1857 y el anterior, crece el término del municipio porque incorpora a Gahusas |

## Política
En las elecciones municipales celebradas el 22 de mayo, las listas de ERC sacaron 4 concejales por 1 de CiU, ampliando ERC su mayoría obtenida en las elecciones de 2007

## Economía
Agricultura de secano. Ganadería bovina y porcina.

## Lugares de interés
- Núcleo de población de origen medieval en el que destacan, sobre un promontorio, los restos de su castillo.
- Iglesia reformada a finales del siglo XVII.
- Casas de piedra, principalmente del siglo XVIII.

## Fiestas y celebraciones
La fiesta patronal de Vilopriu se celebra el primer fin de semana del mes de agosto, y Gaüses celebra una fiesta patronal separada el fin de semana más próximo al 15 de agosto.
También celebra una comida en honor a la gente mayor de carácter bianual